# Michel Denis-Huot
Pour les personnes ayant le même patronyme, voir Huot.
 (février 2024).
Si vous disposez d'ouvrages ou d'articles de référence ou si vous connaissez des sites web de qualité traitant du thème abordé ici, merci de compléter l'article en donnant les références utiles à sa vérifiabilité et en les liant à la section « Notes et références ».
Michel Denis-Huot, né le 20 mai 1953, est un photographe animalier français qui a exercé en Est africain. Il opère généralement avec sa femme Christine Denis-Huot qui assure aussi une grande partie de la commercialisation de leurs photographies.

## Biographie
Toutes leurs photos sont systématiquement signées de leurs deux noms et ils refusent soigneusement de désigner celui des deux qui a tiré une image spécifique. Néanmoins, on peut parfois deviner l'origine du travail en se souvenant que Michel travaille souvent avec les très longues focales (y compris au 600 mm) et Christine semble plus polyvalente (et reste plus à l'aise avec le 300 mm ou le 500 mm).
Après un premier voyage au Kenya, en 1973, Michel Denis-Huot est tombé « amoureux » de l'Afrique de l'Est. Il y a beaucoup approfondi son travail de photographe animalier avec des images qui sont réputées pour leur précision et leur variété. Leur présence à long terme au Kenya (équipement sur place, double nationalité, campagnes de plusieurs mois, et depuis 1985 au moins de 6 mois par an) et une grande organisation leur ont permis de monopoliser une grande partie du marché de la photographie animalière de ce pays.

Michel Denis-Huot a été membre de l'association photographique Regards & Images de Montivilliers (Seine-Maritime).
Michel a été l'un des photographes animaliers associés dès les débuts de l'agence de voyages Objectif Nature, spécialisée dans la photographie animalière et l'écotourisme.

## Publications
- Christine Denis-Huot et Michel Denis-Huot (trad. de l'italien), L'Art d'être lion, Paris, Gründ, mars 2002, 220 p. (ISBN 2-7000-2458-3)
- L'Arche sauvage, Paris, éd. La Martinière, 2003  (ISBN 2732430110 et 9782732430119)
- La Savane au fil des saisons, éd. La Martinière, 2004
- Les Princes de la savane : Léopards & Guépards, Paris, éd. White Star, 2006
- Kenya Tanzanie, coll. Géo Partance, texte de Christine Baillet, EDL, 2006  (ISBN 2846901457 et 9782846901451)